# 창녕슈퍼텍고등학교
창녕슈퍼텍고등학교(昌寧슈퍼텍高等學校)는 대한민국 경상남도 창녕군 창녕읍 말흘리에 있는 공립 고등학교이다.

## 학교 연혁
- 1951년 11월 18일 : 창녕농업고등학교 개교 (농업과 6학급)
- 1990년 9월 18일 : 창녕농공고등학교로 교명 변경
- 1999년 3월 1일 : 창녕제일고등학교로 교명 변경
- 2005년 1월 12일 : 특수학급 편성 인가 (1학급)
- 2009년 6월 5일 : 실내체육관 준공(867.87m2)
- 2013년 8월 17일 : 목마관 기숙사 개관
- 2017년 3월 1일 : 제2기술혁신소 개관
- 2018년 3월 1일 : 창녕슈퍼텍고등학교로 교명 변경(교표 변경)
- 2021년 3월 1일 : 학과명 변경(원예·조경과 → 스마트원예과)
- 2021년 9월 1일 : 제30대 이경찬 교장 취임
- 2023년 1월 6일 : 제71회 졸업식(46명 졸업, 총 7,801명)
- 2023년 3월 2일 : 제73회 입학식(50명)

## 설치 학과
- 스마트원예과
- 중기자동차과
- 스마트기계과

## 참고 자료
- 창녕슈퍼텍고등학교 - 한국교육학술정보원 학교알리미